# Zeilstichting Aeolus
Zeilstichting Aeolus is een Nederlandse organisatie die zeilkampen organiseert voor jongeren die medisch, sociaal, psychisch of om andere redenen in de verdrukking zitten of dreigen te raken. De stichting is gevestigd in Groningen.

## Doelstellingen
De eerste doelstelling van Aeolus en de zeilkampen is om de betreffende jongeren een korte tijd te laten ontsnappen aan hun dagelijkse problemen. Het leren zeilen is geen primaire doelstelling, maar een middel om de jongeren een onvergetelijke vakantie te bezorgen. Niettemin worden de jongeren altijd actief bij het zeilen betrokken. De tweede doelstelling van Aeolus is de organisatie van (een beperkt aantal) kampen voor schoolgroepen buiten het hoogseizoen. Deze kampen hebben wel tot doel de deelnemers de beginselen van het zeilen bij te brengen.

### De stichting
Zeilstichting Aeolus bestaat uit een groep van ongeveer 150 vrijwilligers. Deze vrijwilligers bestaan uit zeilers, maar ook uit zogenaamde kokers, die de leiding over het huishoudelijke onderdeel van het kamp hebben. Daarnaast is een deel van de vrijwilligers ook belast met het inzamelen van geld, het contact houden met opdrachtgevers en het opleiden van nieuwe vrijwilligers. De vrijwilligers komen uit alle delen van het land. Het merendeel van de vrijwilligers is of was student.

### De kampen
Gemiddeld worden er elke zomer twintig kampen georganiseerd. Aeolus zeilt in zogenaamde Polyvalken.  Het vaargebied is voornamelijk de Friese Meren, maar er is ook een project waarbij de deelnemers op het Paterswoldsemeer zeilen. Het startpunt van de kampen is de jachthaven van het Friese Heeg.

## Geschiedenis
Aeolus is een van oorsprong Groningse stichting, opgericht in 1981 door een aantal studenten die de zeilsport onder jongeren wilde promoten. In 1987 is de huidige doelstelling geformuleerd en sindsdien richt Aeolus haar activiteiten op jongeren die normaal gesproken niet de mogelijkheid hebben om op zeilvakantie te gaan. De naam Aeolus komt van een figuur uit de Griekse en Romeinse mythologie. Hij was bewaarder van de winden.